# Dear Love: A Beautiful Discord
Dear Love: A Beautiful Discord è il primo album in studio del gruppo musicale statunitense The Devil Wears Prada, pubblicato nel 2006.

## Tracce
1. The Ascent – 1:10
2. Gauntlet of Solitude – 2:42
3. Dogs Can Grow Beards All Over – 3:29
4. And the Sentence Trails Off... – 4:13
5. Rosemary Had an Accident – 5:10
6. Redemption – 0:52
7. Swords, Dragons & Diet Coke – 4:06
8. Who Speaks Spanish, Colon Quesadilla – 3:58
9. Texas Is South – 6:08
10. Modeify the Pronunciation – 4:35
11. Salvation (featuring Cole Wallace) – 3:36

## Formazione
- Mike Hranica – voce
- Jeremy DePoyster – chitarra, voce
- Chris Rubey – chitarra
- James Baney – tastiere, sintetizzatore, piano
- Andy Trick – basso
- Daniel Williams – batteria